# Fußballclub Viktoria Köln 1904 2022-2023
Questa voce raccoglie le informazioni riguardanti il Fußballclub Viktoria Köln 1904 nelle competizioni ufficiali della stagione 2022-2023.

## Stagione
Nella stagione 2022-2023 il Viktoria Colonia, allenato da Olaf Janßen, concluse il campionato di 3. Liga al 9º posto. In Coppa di Germania il Viktoria Colonia fu eliminato al primo turno dal Bayern Monaco.

## Rosa
| N. |                     | Ruolo | Calciatore                 |
| -- | ------------------- | ----- | -------------------------- |
| 1  | Germania (bandiera) | P     | Ben Voll                   |
| 2  | Germania (bandiera) | D     | Lars Dietz                 |
| 3  | Germania (bandiera) | D     | Michael Schultz            |
| 4  | Germania (bandiera) | C     | Jeremias Lorch             |
| 5  | Germania (bandiera) | D     | Daniel Buballa             |
| 6  | Germania (bandiera) | C     | Patrick Sontheimer         |
| 7  | Germania (bandiera) | A     | Simon Handle               |
| 8  | Germania (bandiera) | C     | Mike Wunderlich            |
| 9  | Germania (bandiera) | A     | André Becker               |
| 10 | Germania (bandiera) | C     | David Philipp              |
| 11 | Germania (bandiera) | C     | Federico Palacios-Martínez |
| 13 | Germania (bandiera) | A     | Luca de Meester            |
| 14 | Germania (bandiera) | A     | Robin Meißner              |
| 15 | Germania (bandiera) | D     | Christoph Greger           |
| 17 | Germania (bandiera) | D     | Florian Heister            |

| N. |                          | Ruolo | Calciatore           |
| -- | ------------------------ | ----- | -------------------- |
| 18 | Germania (bandiera)      | A     | Kevin Lankford       |
| 19 | Germania (bandiera)      | C     | Simon Stehle         |
| 20 | Germania (bandiera)      | D     | Jamil Siebert        |
| 22 | Germania (bandiera)      | P     | Juri Schüchter       |
| 23 | Germania (bandiera)      | C     | Moritz Fritz         |
| 24 | Germania (bandiera)      | P     | Kevin Rauhut         |
| 25 | Germania (bandiera)      | P     | Elias Bördner        |
| 26 | Germania (bandiera)      | C     | Hamza Saghiri        |
| 28 | Germania (bandiera)      | D     | Patrick Koronkiewicz |
| 29 | Germania (bandiera)      | D     | Kaden Amaniampong    |
| 30 | Germania (bandiera)      | A     | Luca Marseiler       |
| 31 | Germania (bandiera)      | A     | Marcel Risse         |
| 37 | Germania (bandiera)      | D     | Niklas May           |
| 38 | Corea del Sud (bandiera) | A     | Seok-ju Hong         |
| 39 | Germania (bandiera)      | D     | David Kubatta        |

## Organigramma societario
Area tecnica
- Allenatore: Olaf Janßen
- Allenatore in seconda: Markus Brzenska
- Preparatore dei portieri: Alexander Bade
- Preparatori atletici: Florian Braband, Florian Braband

## Calciomercato

### Sessione estiva
| Acquisti | Acquisti       | Acquisti         | Acquisti |
| R.       | Nome           | da               | Modalità |
| -------- | -------------- | ---------------- | -------- |
| A        | Robin Meißner  | Amburgo          |          |
| C        | Hamza Saghiri  | Waldhof Mannheim |          |
| C        | Ben Klefisch   | RB Lipsia        |          |
| A        | André Becker   | Kickers Würzburg |          |
| D        | Lars Dietz     | Kickers Würzburg |          |
| A        | Kevin Lankford | Wehen Wiesbaden  |          |
| C        | Simon Stehle   | Kaiserslautern   |          |
| P        | Ben Voll       | Hansa Rostock    |          |

| Cessioni | Cessioni             | Cessioni            | Cessioni |
| R.       | Nome                 | a                   | Modalità |
| -------- | -------------------- | ------------------- | -------- |
| C        | Ben-Nicolas Hompesch | Bonner              |          |
| A        | Youssef Amyn         | Feyenoord U21       |          |
| D        | Alexander Höck       | Werder Brema II     |          |
| A        | Lenn Jastremski      | Erzgebirge Aue      |          |
| C        | Kai Klefisch         | Paderborn           |          |
| D        | Oualid Mhamdi        | Greuther Fürth      |          |
| P        | Moritz Nicolas       | Borussia M'gladbach |          |
| D        | Tim Schirmer         | Bonner              |          |
| C        | Joel Vieting         | Berliner AK 07      |          |
| C        | Phil Zimmermann      | Uerdingen 05        |          |

### Sessione invernale
| Acquisti | Acquisti        | Acquisti               | Acquisti |
| R.       | Nome            | da                     | Modalità |
| -------- | --------------- | ---------------------- | -------- |
| D        | Michael Schultz | Eintracht Braunschweig |          |
| C        | Mike Wunderlich | Kaiserslautern         |          |

| Cessioni | Cessioni           | Cessioni             | Cessioni |
| R.       | Nome               | a                    | Modalità |
| -------- | ------------------ | -------------------- | -------- |
| C        | Ben Klefisch       | Paderborn II         |          |
| D        | Ilhan Altuntas     | Rot-Weiß Coblenza    |          |
| C        | Florian Engelhardt | Rot-Weiß Coblenza    |          |
| A        | Benjamin Hemcke    | Alemannia Aquisgrana |          |

## Risultati

### 3. Liga

#### Girone di andata
| Arbitro: | Schlager |

|                                    |           |          |
| Ekincier 64’ Gohlke 86’ Kother 90’ | Marcatori | 73’ Amyn |

| Arbitro: | Hempel |

|                  |           |  |
| Koronkiewicz 77’ | Marcatori |  |

| Arbitro: | Lechner |

|               |           |                                                             |
| Engelmann 76’ | Marcatori | 25’ Meißner 45’ (rig.) Risse 62’ (aut.) Bastians 90’ Handle |

| Arbitro: | Exner |

|                  |           |            |
| Meißner 22’, 43’ | Marcatori | 14’ Arslan |

| Arbitro: | Speckner |

|            |           |  |
| Wagner 43’ | Marcatori |  |

| Arbitro: | Bauer |

|                  |           |             |
| Risse 24’ (rig.) | Marcatori | 86’ Verlaat |

| Zwickau 4 settembre 2022, ore 14:00 CEST 7ª giornata | Zwickau   | 0 – 0 referto | Viktoria Colonia | GGZ Arena (4 327 spett.)\| Arbitro: \| Jürgensen \| |
| Arbitro:                                             | Jürgensen |               |                  |                                                     |

| Arbitro: | Bickel |

|                                   |           |                        |
| Handle 5’ Koronkiewicz 66’ (rig.) | Marcatori | 71’ Deniz 89’ Nietfeld |

| Arbitro: | Greif |

|                             |           |                           |
| Risch 29’ Pourié 61’ (rig.) | Marcatori | 56’ Koronkiewicz 90’ Hong |

| Arbitro: | Kessel |

|                    |           |                        |
| Meißner 80’ (rig.) | Marcatori | 56’ Wegner 66’ Steurer |

| Arbitro: | Oldhafer |

|                      |           |                        |
| Corboz 69’ Akono 90’ | Marcatori | 72’ Meißner 85’ Becker |

| Arbitro: | Brombacher |

|  |           |                    |
|  | Marcatori | 49’, 69’ Fellhauer |

| Arbitro: | Gerach |

|                |           |             |
| Bouhaddouz 61’ | Marcatori | 30’ Siebert |

| Arbitro: | Schwengers |

|                    |           |                                  |
| Testroet 7’ (rig.) | Marcatori | 3’ Becker 31’ Handle 68’ Philipp |

| Arbitro: | Erbst |

|                                                 |           |  |
| Becker 73’ Koronkiewicz 76’ (rig.) Lankford 90’ | Marcatori |  |

| Arbitro: | Hanslbauer |

|  |           |                            |
|  | Marcatori | 84’ Stehle 87’ (aut.) Dams |

| Arbitro: | Ballweg |

|                           |           |             |
| Sontheimer 68’ Stehle 69’ | Marcatori | 45’ Ziereis |

| Arbitro: | Ittrich |

|                                     |           |           |
| Engelhardt 6’ Tesche 19’ Heider 89’ | Marcatori | 37’ Dietz |

| Arbitro: | Badstübner |

|  |           |                         |
|  | Marcatori | 22’ Rizzuto 54’ Uaferro |

#### Girone di ritorno
| Arbitro: | Speckner |

|            |           |                                                     |
| Stehle 80’ | Marcatori | 5’ Wagner 23’ Lebeau 61’ Martinovic 90’ Małachowski |

| Arbitro: | Gansloweit |

|             |           |            |
| Prtajin 72’ | Marcatori | 46’ Stehle |

| Arbitro: | Hildenbrand |

|                |           |  |
| Wunderlich 51’ | Marcatori |  |

| Arbitro: | Bauer |

|               |           |             |
| Borkowski 45’ | Marcatori | 12’ Meißner |

| Arbitro: | Schwengers |

|  |           |                                        |
|  | Marcatori | 38’ Guttau 60’ Rosenfelder 80’ Vermeij |

| Arbitro: | Jürgensen |

|  |           |             |
|  | Marcatori | 41’ Philipp |

| Arbitro: | Brombacher |

|             |           |           |
| Siebert 90’ | Marcatori | 44’ Gómez |

| Arbitro: | Hanslbauer |

|                       |           |                           |
| Deniz 48’ Steczyk 74’ | Marcatori | 69’ Sontheimer 85’ Becker |

| Arbitro: | Hildenbrand |

|                                 |           |           |
| Meißner 44’, 82’ Sontheimer 90’ | Marcatori | 19’ Risch |

| Arbitro: | Lechner |

|               |           |                                            |
| Ziętarski 71’ | Marcatori | 18’ Becker 35’ (rig.) Wunderlich 82’ Risse |

| Arbitro: | Weisbach |

|                           |           |               |
| Meißner 67’ Marseiler 85’ | Marcatori | 40’ Grodowski |

| Arbitro: | Bickel |

|                                       |           |                     |
| Rochelt 12’ Woltemade 45’ Correia 55’ | Marcatori | 2’ Meißner 90’ Hong |

| Arbitro: | Jöllenbeck |

|                            |           |                   |
| Meißner 30’ Mai 33’ (aut.) | Marcatori | 4’ Frey 17’ Knoll |

| Arbitro: | Jürgensen |

|                                   |           |             |
| Meißner 8’ Becker 78’ Philipp 82’ | Marcatori | 72’ Schmidt |

| Arbitro: | Wildfeuer |

|                    |           |           |
| Nəzərov 82’ (rig.) | Marcatori | 4’ Handle |

| Arbitro: | Brombacher |

|                |           |           |
| Wunderlich 71’ | Marcatori | 29’ Özkan |

| Arbitro: | Hempel |

|             |           |                                              |
| Schwarz 24’ | Marcatori | 45’ Marseiler 53’, 56’ Becker 74’ Wunderlich |

| Arbitro: | Ballweg |

|  |           |                      |
|  | Marcatori | 68’ Tesche 83’ Rorig |

| Arbitro: | Sather |

|                     |           |             |
| Gaus 1’ Rabihic 24’ | Marcatori | 19’ Philipp |

### Coppa di Germania
| Arbitro: | Jöllenbeck |

|  |           |                                                           |
|  | Marcatori | 35’ Gravenberch 45’ Tel 53’ Mané 67’ Musiala 82’ Goretzka |

## Statistiche

### Statistiche di squadra
| Competizione      | Punti | In casa | In casa | In casa | In casa | In casa | In casa | In trasferta | In trasferta | In trasferta | In trasferta | In trasferta | In trasferta | Totale | Totale | Totale | Totale | Totale | Totale | DR |
| Competizione      | Punti | G       | V       | N       | P       | Gf      | Gs      | G            | V            | N            | P            | Gf           | Gs           | G      | V      | N      | P      | Gf     | Gs     | DR |
| ----------------- | ----- | ------- | ------- | ------- | ------- | ------- | ------- | ------------ | ------------ | ------------ | ------------ | ------------ | ------------ | ------ | ------ | ------ | ------ | ------ | ------ | -- |
| 3. Liga           | 55    | 19      | 8       | 5       | 6       | 26      | 27      | 19           | 6            | 8            | 5            | 32           | 26           | 38     | 14     | 13     | 11     | 58     | 53     | +5 |
| Coppa di Germania | -     | 1       | 0       | 0       | 1       | 0       | 5       | 0            | 0            | 0            | 0            | 0            | 0            | 1      | 0      | 0      | 1      | 0      | 5      | -5 |
| Totale            | 55    | 20      | 8       | 5       | 7       | 26      | 32      | 19           | 6            | 8            | 5            | 32           | 26           | 39     | 14     | 13     | 12     | 58     | 58     | 0  |

### Andamento in campionato
| Giornata  | 1  | 2  | 3 | 4 | 5 | 6 | 7  | 8 | 9 | 10 | 11 | 12 | 13 | 14 | 15 | 16 | 17 | 18 | 19 | 20 | 21 | 22 | 23 | 24 | 25 | 26 | 27 | 28 | 29 | 30 | 31 | 32 | 33 | 34 | 35 | 36 | 37 | 38 |
| --------- | -- | -- | - | - | - | - | -- | - | - | -- | -- | -- | -- | -- | -- | -- | -- | -- | -- | -- | -- | -- | -- | -- | -- | -- | -- | -- | -- | -- | -- | -- | -- | -- | -- | -- | -- | -- |
| Luogo     | T  | C  | T | C | T | C | T  | C | T | C  | T  | C  | T  | T  | C  | T  | C  | T  | C  | C  | T  | C  | T  | C  | T  | C  | T  | C  | T  | C  | T  | C  | C  | T  | C  | T  | C  | T  |
| Risultato | P  | V  | V | V | P | N | N  | N | N | P  | N  | P  | N  | V  | V  | V  | V  | P  | P  | P  | N  | V  | N  | P  | V  | N  | N  | V  | V  | V  | P  | N  | V  | N  | N  | V  | P  | P  |
| Posizione | 19 | 10 | 8 | 5 | 8 | 8 | 10 | 9 | 9 | 12 | 10 | 11 | 11 | 9  | 9  | 8  | 7  | 8  | 10 | 10 | 10 | 10 | 10 | 11 | 10 | 9  | 10 | 9  | 8  | 8  | 9  | 8  | 8  | 8  | 9  | 8  | 9  | 9  |

Legenda:

Luogo: C = Casa; T = Trasferta. Risultato: V = Vittoria; N = Pareggio; P = Sconfitta.

### Statistiche dei giocatori
| Giocatore            | 3. Liga  | 3. Liga | 3. Liga     | 3. Liga    | Coppa di Germania | Coppa di Germania | Coppa di Germania | Coppa di Germania | Totale   | Totale | Totale      | Totale     |
| Giocatore            | Presenze | Reti    | Ammonizioni | Espulsioni | Presenze          | Reti              | Ammonizioni       | Espulsioni        | Presenze | Reti   | Ammonizioni | Espulsioni |
| -------------------- | -------- | ------- | ----------- | ---------- | ----------------- | ----------------- | ----------------- | ----------------- | -------- | ------ | ----------- | ---------- |
| I. Altuntas          | 0        | 0       | 0           | 0          | 0                 | 0                 | 0                 | 0                 | 0        | 0      | 0           | 0          |
| K. Amaniampong       | 0        | 0       | 0           | 0          | 0                 | 0                 | 0                 | 0                 | 0        | 0      | 0           | 0          |
| Y. Amyn              | 1        | 1       | 0           | 0          | 0                 | 0                 | 0                 | 0                 | 1        | 1      | 0           | 0          |
| A. Becker            | 27       | 8       | 2           | 0          | 0                 | 0                 | 0                 | 0                 | 27       | 8      | 2           | 0          |
| D. Buballa           | 2        | 0       | 0           | 0          | 1                 | 0                 | 0                 | 0                 | 3        | 0      | 0           | 0          |
| E. Bördner           | 1        | 0       | 0           | 0          | 0                 | 0                 | 0                 | 0                 | 1        | 0      | 0           | 0          |
| L. Dietz             | 28       | 1       | 7           | 1          | 0                 | 0                 | 0                 | 0                 | 28       | 1      | 7           | 1          |
| F. Engelhardt        | 0        | 0       | 0           | 0          | 0                 | 0                 | 0                 | 0                 | 0        | 0      | 0           | 0          |
| M. Fritz             | 32       | 0       | 10          | 1          | 1                 | 0                 | 0                 | 0                 | 33       | 0      | 10          | 1          |
| C. Greger            | 22       | 0       | 5           | 1          | 1                 | 0                 | 0                 | 0                 | 23       | 0      | 5           | 1          |
| S. Handle            | 36       | 4       | 2           | 0          | 1                 | 0                 | 0                 | 0                 | 37       | 4      | 2           | 0          |
| F. Heister           | 12       | 0       | 1           | 0          | 1                 | 0                 | 0                 | 0                 | 13       | 0      | 1           | 0          |
| B. Hemcke            | 1        | 0       | 0           | 0          | 0                 | 0                 | 0                 | 0                 | 1        | 0      | 0           | 0          |
| S. Hong              | 15       | 2       | 1           | 0          | 0                 | 0                 | 0                 | 0                 | 15       | 2      | 1           | 0          |
| B. Klefisch          | 0        | 0       | 0           | 0          | 0                 | 0                 | 0                 | 0                 | 0        | 0      | 0           | 0          |
| P. Koronkiewicz      | 35       | 4       | 5           | 1          | 1                 | 0                 | 0                 | 0                 | 36       | 4      | 5           | 1          |
| D. Kubatta           | 1        | 0       | 0           | 0          | 0                 | 0                 | 0                 | 0                 | 1        | 0      | 0           | 0          |
| K. Lankford          | 24       | 1       | 0           | 0          | 0                 | 0                 | 0                 | 0                 | 24       | 1      | 0           | 0          |
| J. Lorch             | 2        | 0       | 0           | 0          | 0                 | 0                 | 0                 | 0                 | 2        | 0      | 0           | 0          |
| L. Marseiler         | 24       | 2       | 1           | 0          | 0                 | 0                 | 0                 | 0                 | 24       | 2      | 1           | 0          |
| N. May               | 30       | 0       | 6           | 0          | 1                 | 0                 | 0                 | 0                 | 31       | 0      | 6           | 0          |
| R. Meißner           | 37       | 12      | 1           | 0          | 1                 | 0                 | 0                 | 0                 | 38       | 12     | 1           | 0          |
| F. Palacios-Martínez | 5        | 0       | 0           | 0          | 1                 | 0                 | 0                 | 0                 | 6        | 0      | 0           | 0          |
| D. Philipp           | 26       | 4       | 6           | 0          | 1                 | 0                 | 0                 | 0                 | 27       | 4      | 6           | 0          |
| K. Rauhut            | 1        | 0       | 0           | 0          | 0                 | 0                 | 0                 | 0                 | 1        | 0      | 0           | 0          |
| M. Risse             | 26       | 3       | 3           | 0          | 1                 | 0                 | 0                 | 0                 | 27       | 3      | 3           | 0          |
| H. Saghiri           | 32       | 0       | 4           | 0          | 1                 | 0                 | 0                 | 0                 | 33       | 0      | 4           | 0          |
| M. Schultz           | 16       | 0       | 6           | 0          | 0                 | 0                 | 0                 | 0                 | 16       | 0      | 6           | 0          |
| J. Schüchter         | 0        | 0       | 0           | 0          | 0                 | 0                 | 0                 | 0                 | 0        | 0      | 0           | 0          |
| J. Siebert           | 30       | 2       | 6           | 1          | 1                 | 0                 | 0                 | 0                 | 31       | 2      | 6           | 1          |
| P. Sontheimer        | 36       | 3       | 12          | 0          | 1                 | 0                 | 0                 | 0                 | 37       | 3      | 12          | 0          |
| S. Stehle            | 28       | 4       | 2           | 0          | 1                 | 0                 | 0                 | 0                 | 29       | 4      | 2           | 0          |
| B. Voll              | 36       | 0       | 0           | 0          | 1                 | 0                 | 0                 | 0                 | 37       | 0      | 0           | 0          |
| M. Wunderlich        | 20       | 4       | 2           | 0          | 0                 | 0                 | 0                 | 0                 | 20       | 4      | 2           | 0          |
| L. de Meester        | 0        | 0       | 0           | 0          | 0                 | 0                 | 0                 | 0                 | 0        | 0      | 0           | 0          |